# Divino das Laranjeiras (ort)
Divino das Laranjeiras är en ort i Brasilien.   Den ligger i kommunen Divino das Laranjeiras och delstaten Minas Gerais, i den sydöstra delen av landet, 800 km öster om huvudstaden Brasília. Divino das Laranjeiras ligger 236 meter över havet och antalet invånare är 9 058.
Terrängen runt Divino das Laranjeiras är huvudsakligen kuperad, men åt nordväst är den platt. Runt Divino das Laranjeiras är det mycket glesbefolkat, med 5 invånare per kvadratkilometer.. Det finns inga andra samhällen i närheten.
Omgivningarna runt Divino das Laranjeiras är huvudsakligen savann.